# Damian Moszczyński
Damian Moszczyński (ur. 20 stycznia 1980 roku) – polski piłkarz ręczny, reprezentant Polski, lewy rozgrywający.
W swojej karierze zawodniczej występował w klubach: Wybrzeże Gdańsk, SG Flensburg-Handewitt, Grasshopper Club Zürich i Alpla HC Hard. Z Vive Kielce podpisał 3 letni kontrakt, jednak w kieleckim klubie występował tylko przez rok. W sezonie 2010/2011 był zawodnikiem Warmii Anders Group Społem Olsztyn Obecnie reprezentuje barwy Polski Cukier Pomezania Malbork
Ma 196 cm wzrostu i waży 100 kg.

## Osiągnięcia
- Złoty Medalista Mistrzostw Polski:  2000, 2001 (z Wybrzeżem Gdańsk), 2010 (z Vive Targi Kielce)
- Zdobywca Pucharu Polski:  2010 (z Vive Targi Kielce)